# Петровский Полтавский кадетский корпус
Петровский Полтавский кадетский корпус — начальное военно-учебное заведение Российской императорской армии, готовившее детей и подростков к военной службе.
Корпусной праздник: 6 декабря, день тезоименитства его основателя, Николая I (День святителя Николая).

## История

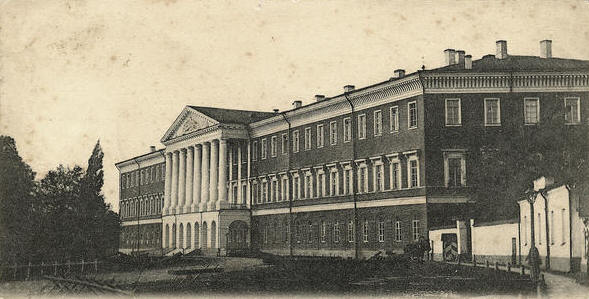
Петровский Полтавский кадетский корпус.
Начало XX века.

Открыт в 1840 году по повелению Николая I в Полтаве; 27 июня 1844 года корпусу пожаловано знамя.
- 1854—1856 — первые кадеты окончившие корпус, приняли участие в Крымской войне и защите Севастополя.
- 1856 год — открытие специальных классов, по окончании которых кадеты производились в первый офицерский чин.
- 1863 год — преобразован в Петровскую Полтавскую военную гимназию со штатскими воспитателями.
- 1882 год — возвращено старое название.
- 27 июня 1909 года — полтавские кадеты принимают участие в торжествах по случаю 200-летия Полтавской победы в присутствии Императора Николая II. Участникам торжеств, в том числе и кадетам, дано право ношения юбилейной медали.
- февраль 1917 года — на несколько месяцев получает название: Гимназия военного ведомства.
- 1918 год — при Гетмане П. П. Скоропадском снова становится кадетским корпусом, но уже Украинской державы с изменением формы погон.
- 21 ноября 1919 года — корпус эвакуирован во Владикавказ, затем Кутаис (Грузия)
- июль 1920 года — эвакуация в Крым, где вместе с другими эвакуированными кадетскими корпусами объединяется в Крымский кадетский корпус.

В 1958—1995 гг. в здании корпуса размещалось Днепропетровское артиллерийское училище.

## Директора
- 14 апреля 1840 — 1842 — генерал-майор Викентий Францович Святловский
- 1843 — 1849 — полковник (с 25.06.1845 генерал-майор) Александр Михайлович Струмилло
- 4 марта 1849 — 1856 — генерал-майор Егор Петрович Врангель
- 1856— 4 июня 1859 — генерал-майор Никанор Иванович Юрьев
- 11 июня 1859 — 11 июня 1860 — генерал-майор Сергей Георгиевич Тихоцкий
- 11 июня 1860 — 1865 — генерал-лейтенант барон Александр Александрович Икскуль Фон-Гильденбандт
- 10 июля 1865 — 8 июня 1885 — полковник (с 20.05.1868 генерал-майор, с 30.08.1882 генерал-лейтенант) Франц Иванович Симашко
- 5 июля 1885 — 13 января 1890 — генерал-майор Сергей Николаевич Кругликов[2]
- 18 января 1890 — 1892 — генерал-майор Семён Иванович Страдецкий
- 12 апреля 1892 — 1906 — полковник (с 30.08.1893 генерал-майор, с 06.12.1904 генерал-лейтенант) Александр Платонович Потоцкий
- 1906 — 15 сентября 1911 — полковник (с 13.04.1908 генерал-майор) Николай Петрович Попов
- 15 сентября 1911 — 12 сентября 1917 — генерал-майор Михаил Михайлович Клингенберг
- 24 сентября 1917 — июль 1920 — полковник Александр Николаевич Антонов

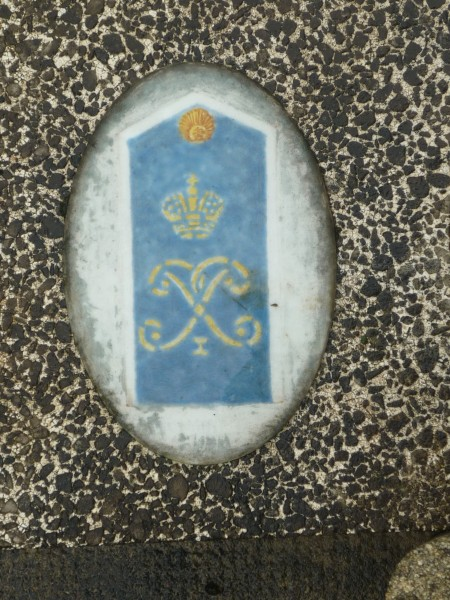
Погоны Петровского Полтавского кадетского корпуса на могиле в Сент-Женевьев-де-Буа.

## Выпускники
См. Выпускники Петровского Полтавского кадетского корпуса
Среди выпускников Полтавского кадетского корпуса было много участников Крымской (1853—1855), русско-турецкой (1877—1878) и русско-японской войн (1904—1905), в их числе: инженер-полковник, герой обороны Порт-Артура Рашевский, генералы Лукомский и Холодовский, генерал и военный педагог Потоцкий, генерал и спортивный функционер Бутовский, военный историк Домонтович, художник Ярошенко, композитор и дирижер Казанли, скрипач-солист Ахшарумов, зоолог Шестопёров, общественный и политический деятель Чижевский и другие выдающиеся личности.